# Catedral d'Évora
La catedral d'Évora o catedral basílica de Nostra Senyora de l'Assumpció (en portuguès: Basílica Sé Catedral de Nossa Senhora da Assunção) està emplaçada al centre històric d'Évora, declarat Patrimoni de la Humanitat per la Unesco, i constitueix uns dels monuments més importants de la ciutat.

## Història
La ciutat d'Évora fou conquistada pels exèrcits cristians l'any 1166; la construcció de la primitiva catedral s'inicià poc després, al 1186, dedicada a la Mare de Déu, i fou consagrada el 1204. És un edifici marcat per la transició entre l'estil romànic i l'gòtic. Ha estat objecte de diferents reformes i ampliacions: entre 1317 i 1340 se li va incorporar el claustre d'estil gòtic; als s. XV i xvi s'hi van afegir el cor, el púlpit, el baptisteri i la capella de Nostra Senyora de la Pietat, també coneguda com a Esporão, d'estil manuelí; i en la primera meitat del s. XVIII, s'hi construí en estil barroc la capella major.
La figura històrica més important associada a la seu fou la del cardenal i rei Enric I de Portugal, el Piadós, que fou arquebisbe i cardenal d'Évora. Era germà del rei Joan III de Portugal i va succeir en la corona el seu renebot Sebastià I, després de la mort d'aquest en la batalla de Kasr al-Kabir. Amb la defunció del cardenal el 1580, començà una crisi successòria en la corona portuguesa, que va acabar amb el nomenament de Felip II de Castella com a rei de Portugal.

## Exterior de l'edifici
La façana principal de la seu, coberta amb granit rosa, mostra influències de la catedral de Lisboa. En destaca la portada de forma porticada, amb arc ogival i sis arquivoltes; les columnes estan rematades amb una sèrie d'escultures de marbre, que representen els apòstols i que daten de 1330, atribuïdes als mestres Pero i Telo de Garcia. Flanquejant la portada s'aixequen dues torres asimètriques, iniciades en el període medieval i completades durant el s. XVI. Sobre el nàrtex, s'obri una gran finestral amb traceria gòtica. Com altres esglésies portugueses de l'època, els murs exteriors són emmerletats i decorats amb arcades amb mènsules. També en destaca el cimborri que s'aixeca al creuer del temple, amb una fila de finestres que inunden el transsepte, rematat per una agulla o cuculla.

## Interior
La catedral d'Évora, construïda en la fase inicial entre 1280 i 1340, s'edificà seguint el model de la planta de la seu de Lisboa, construïda en la segona meitat del segle xii en estil romànic. Els constructors de la seu d'Évora, com succeeix en la de Lisboa, dissenyaren un temple de creu llatina, amb tres naus, i la central de més alçària que les laterals.

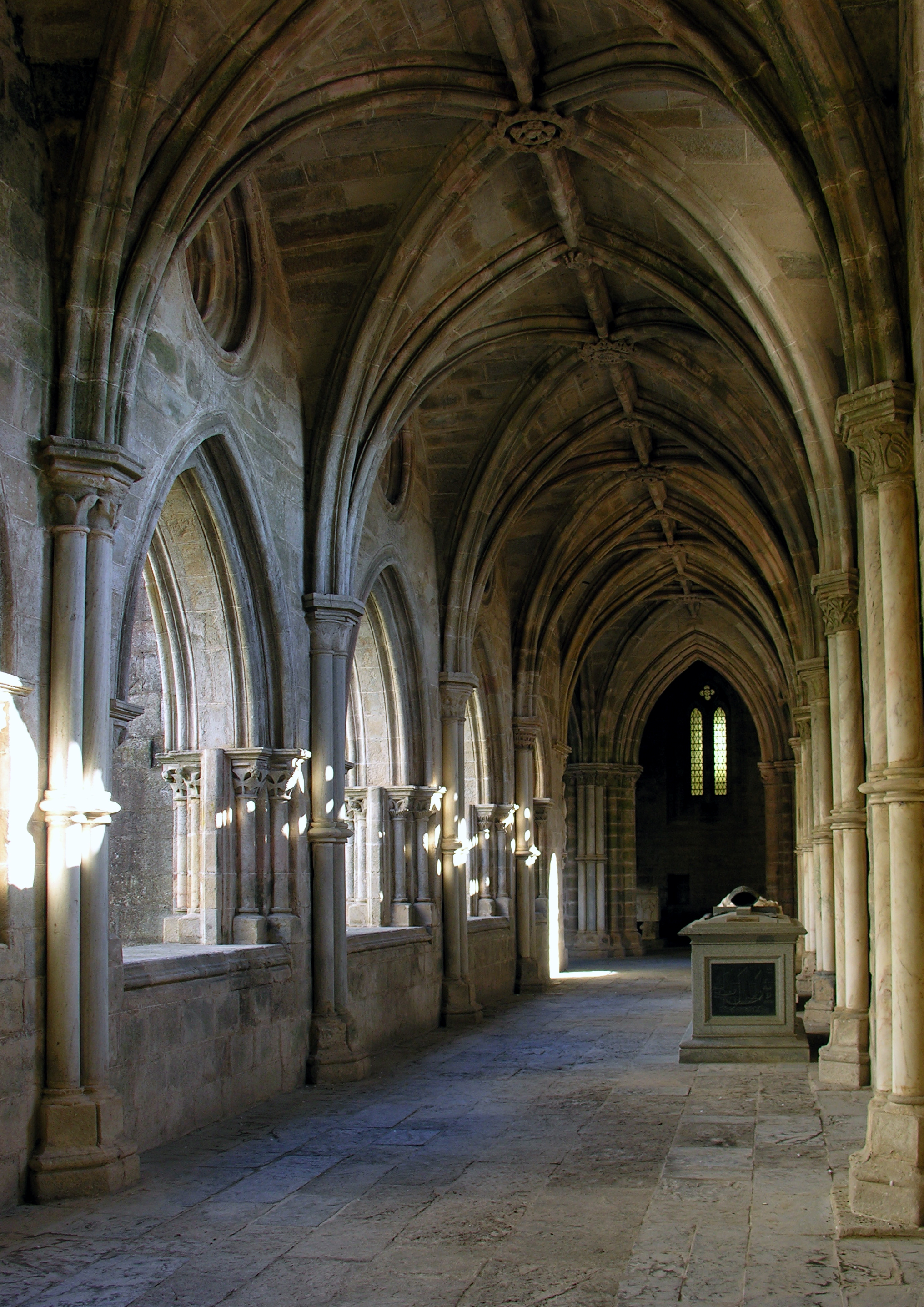
Vista del claustre de la seu d'Évora

## El claustre
El claustre de la seu es construí entre 1317 i 1340 en estil gòtic, i mostra també influència del claustre de la catedral de Lisboa. L'ús del granit a l'exterior li confereix un aspecte pesat i compacte, malgrat els òculs, decorats amb adorns de traceria geomètrica, pròpia del gòtic tardà, i s'obrin sobre els arcs del pati. En les cantonades s'alcen quatre columnes estàtues, de marbre, que representen els evangelistes. La capela do Fundador, capella funerària del bisbe Pedro, fundador del claustre, mostra al centre de la capella la tomba amb la figura jacent del bisbe, una estàtua de l'arcàngel Gabriel, i una altra, policromada, de la Verge. El pis superior del claustre, a què s'arriba per una escala de caragol, ofereix una gran vista de la seu i del paisatge circumdant.